# Zum Teufel mit den Kohlen
Zum Teufel mit den Kohlen (Originaltitel: Brewster’s Millions) ist eine US-amerikanische Filmkomödie aus dem Jahr 1985. Die Regie führte Walter Hill, das Drehbuch schrieben Herschel Weingrod und Timothy Harris anhand eines Romans von George Barr McCutcheon aus dem Jahr 1902. Die Hauptrolle spielte Richard Pryor.

## Handlung
Monty Brewster ist ein alternder, erfolgloser Baseballspieler. Als sein Onkel stirbt, soll Brewster 300 Millionen US-Dollar erben. Das Testament wurde mit der Klausel versehen, dass Brewster in einem Monat 30 Millionen Dollar ausgeben muss, bevor er den Rest des Geldes bekommt. Dabei darf er nach 30 Tagen nicht mehr besitzen als jetzt und muss den Hintergrund des Geldausgebens vor seiner Umgebung verheimlichen. Er darf keine Kunstwerke kaufen und dann zerstören und höchstens jeweils 5 % der Summe karitativen Zwecken zuführen oder verspielen. Sollte er die Wette verlieren, wird eine Anwaltskanzlei das Erbe verwalten.
Brewster kann auf die Wette verzichten und eine Million Dollar Abfindung bekommen. Er überlegt es sich und entscheidet sich für die Wette. Die Rechnungsprüferin Angela Drake kontrolliert die Rechnungen.
Brewster gibt Partys und stellt zahlreiche Menschen für hohe Gehälter ein. Dazu gehört der Verlobte Drakes, der für die im Testament erwähnte Kanzlei arbeitet. Seine Chefs erfahren davon und versprechen ihm die Partnerschaft, wenn er bewirkt, dass Brewster die Wette verliert und ihnen die sich gut dotieren lassende Vermögensverwaltung zufällt. Brewster investiert Millionen in scheinbar aussichtslose Unternehmen, die jedoch Profite bringen.
Brewster gibt das Geld für die Kampagne „keiner von da oben“ bei der Wahl des Bürgermeisters von New York City aus. Er beleidigt die als amoralisch bezeichneten Mitbewerber und findet sie mit Geld ab. Er organisiert außerdem ein Freundschaftsspiel seiner alten Mannschaft mit den New York Yankees, das die Yankees gewinnen. Nach dem Spiel verkündet er den Verzicht auf die Kandidatur, weil das zu erwartende Bürgermeistergehalt einen Vermögensgewinn und den Verlust des Erbes bedeuten würde.
Der Verlobte von Angela Drake storniert heimlich einen Möbelkauf und verheimlicht die zurückerhaltenen 20.000 Dollar bis wenige Minuten vor Ablauf des Termins. Brewster glaubt sich als Verlierer, aber Angela Drake enthüllt ihm das Komplott, von dem ihr ihr Verlobter gerade berichtet hat. Brewster schlägt den Mann zu Boden, der mit rechtlichen Schritten droht, aber nicht die 20.000 Dollar als Abfindung annimmt. Daraufhin engagiert Brewster Angela Drake als seine Anwältin und gibt ihr die 20.000 Dollar als Honorar. Er wird zum rechtmäßigen Erben der 300 Millionen Dollar erklärt und verlässt gemeinsam mit Angela den Konferenzraum.

## Kritiken
Janet Maslin schrieb in der New York Times vom 22. Mai 1985, dass das Drehbuch „flach“ sei. Sie lobte die Nebendarsteller Lonette McKee, Stephen Collins, Pat Hingle und John Candy.
Das Lexikon des internationalen Films schrieb: „Die aktionsreiche Neuverfilmung eines älteren humoristischen Romans [...]. In seiner Aussage auf eine Huldigung des totalen Konsums zugeschnitten, krankt der hektische Film vor allem an dem schwachen Drehbuch.“

## Hintergründe
Die Dreharbeiten fanden in New York City statt. Der Film spielte in den Kinos der USA ca. 38,8 Millionen US-Dollar ein.